# Polyozellus multiplex
Polyozellus multiplex är en svampart som först beskrevs av Underw., och fick sitt nu gällande namn av William Alphonso Murrill 1910. Polyozellus multiplex ingår i släktet Polyozellus och familjen Thelephoraceae.   Inga underarter finns listade i Catalogue of Life.

## Källor

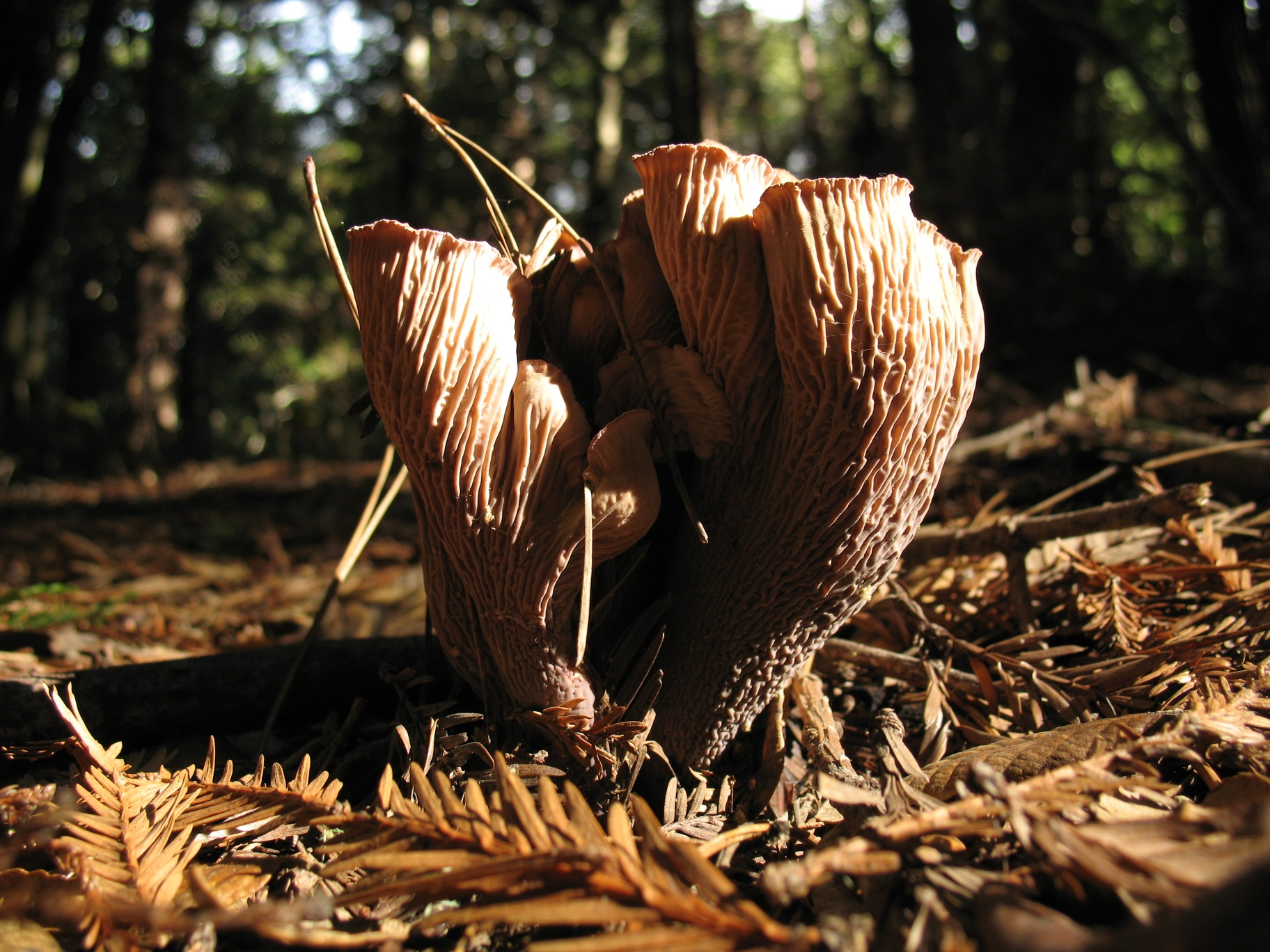
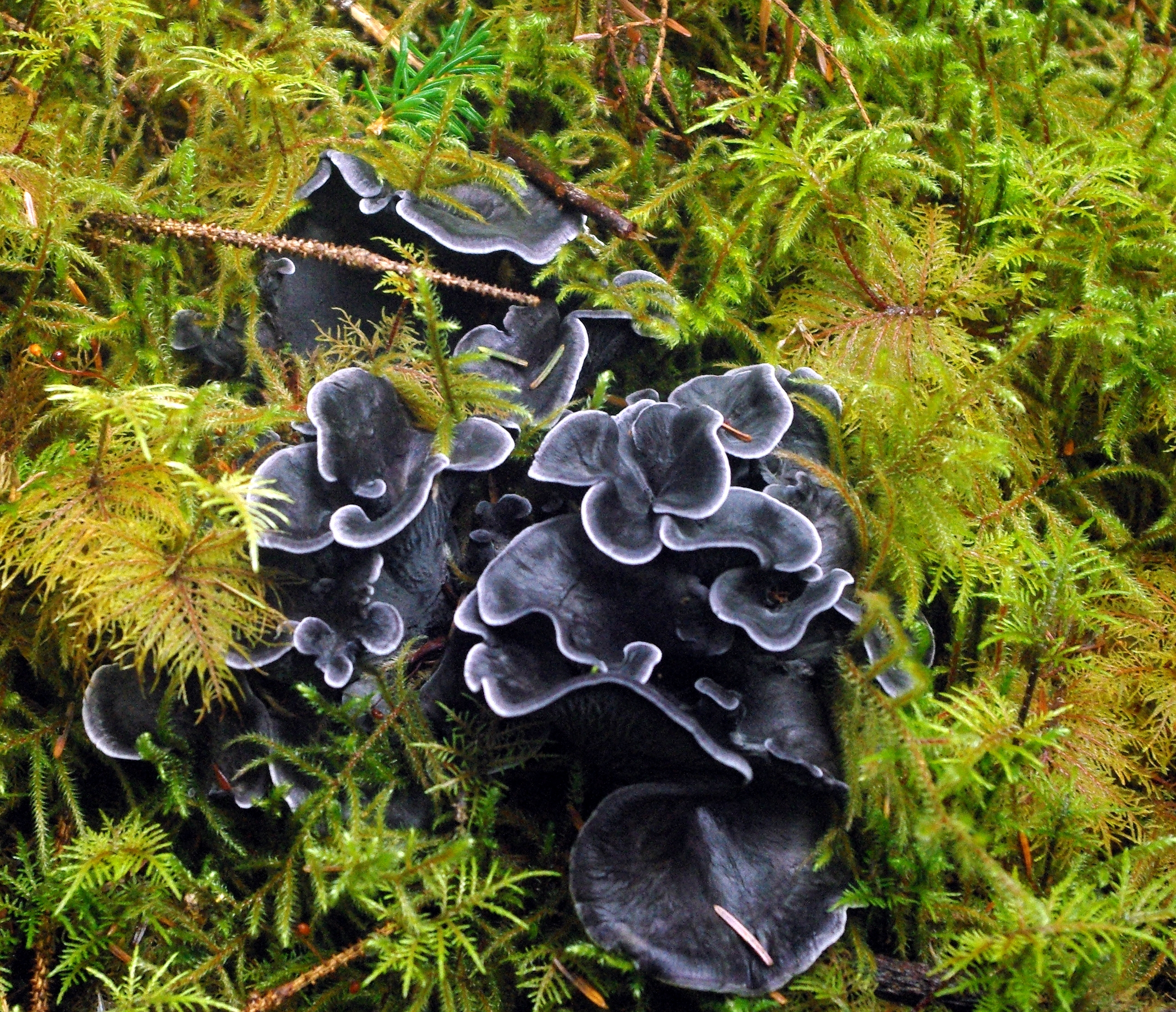
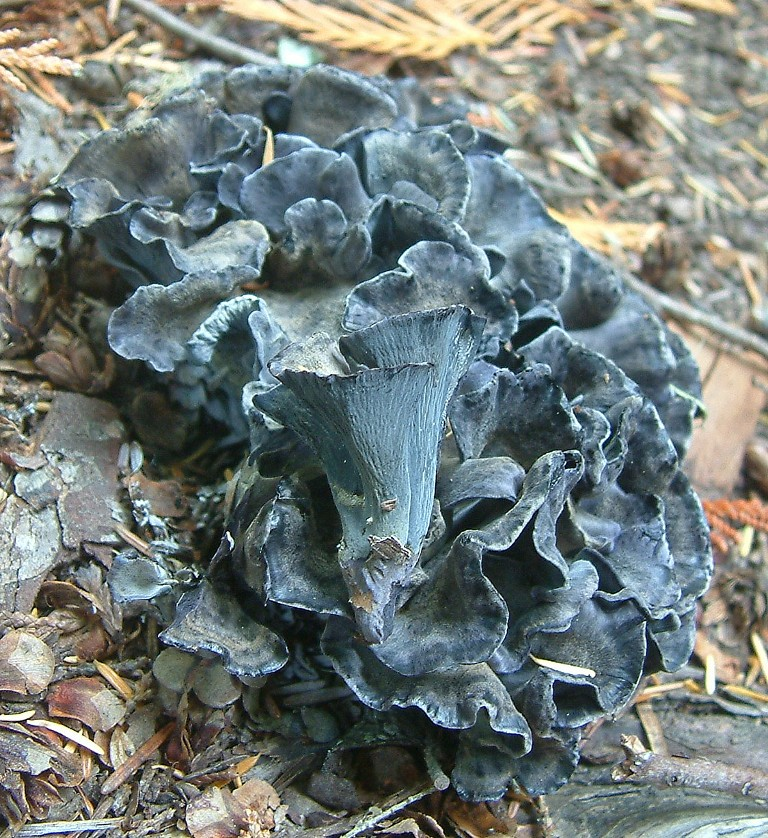
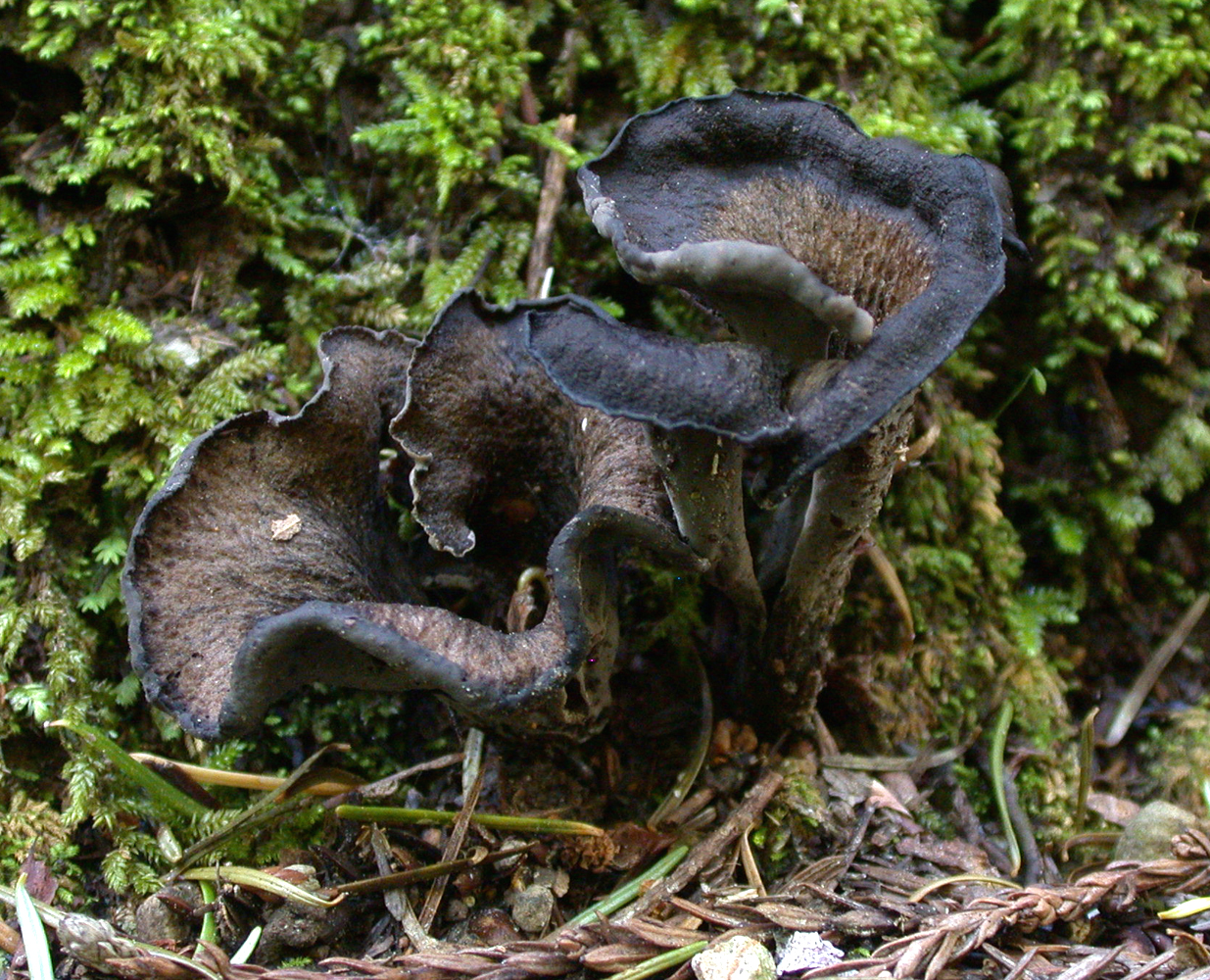